# Graciano Tarragó y Pons
Graciano Tarragó y Pons, katalanisch auch Gracià Tarragó i Pons nach seinem hauptsächlichen Wirkungsort Barcelona, (* 16. April 1892 in Salamanca; † 23. Februar 1973 in Barcelona) war ein spanischer Gitarrist, Violinist und Komponist. Tarragó wird der Katalanischen Gitarristenschule zugeordnet.

## Leben und Werk
Tarragó wurde 1892 in Salamanca geboren. Im Alter von fünf Jahren ließ sich seine ursprünglich aus Lleida stammende Familie in Barcelona nieder. Er studierte zunächst Violine am Conservatori del Liceu in Barcelona und Viola am Konservatorium in Madrid bei Antonio Fernández Bordas. Gleichzeitig studierte er Gitarre am Liceu sowie Harmonie und Komposition bei Bartolomé Pérez Casas in Madrid. Als er 1912 nach Barcelona zurückkehrte, absolvierte er Vertiefungsstudien in Harmonie und Komposition bei dem Organisten und Komponisten Vicenç Maria de Gibert und vertiefte seine Gitarrenfertigkeiten bei Miquel Llobet.  1936 gewann er den ersten Preis des Internationalen Kompositionswettbewerbs für Gitarre in Bologna mit dem Stück im asturischen Stil „Canción de cuna“ (Wiegenlied).
Er wirkte als Violinsolist in verschiedenen Ensembles, unter anderem dem Pau Casals Orchester und dem Symphonieorchester von Barcelona. Er war 1926 einer der Mitgründer des Quartet Ibèric. Als Gitarrist trat er in Spanien und den wesentlichen Musikzentren in Europa auf. Mit Gitarristen, die seine Studenten waren, gründete er 1971 das aus vier klassischen Gitarren bestehende Quartet Tarragó, das nahezu 18 Jahre lang Konzerte in den bedeutenden europäischen und nordamerikanischen Konzertsälen gab.
Seit 1933 wirkte er lange Jahre als Professor für Gitarre am Liceu in Barcelona. Zu seinen Schülern gehörten unter anderem seine Tochter Renata Tarragó i Fàbregas, die später Professorin für Gitarre an der Escola Municipal de Música de Barcelona wurde, sowie Jaume Torrent, der ihm später als Gitarrenprofessor am Conservatori del Liceu in Barcelona folgte.
Zwischen 1950 und 1965 unternahm er mit seiner Tochter Renata mehrere Tourneen durch Spanien und Europa.
Tarragó hat ungefähr einhundert Werke für Sologitarre geschrieben. Neben didaktischen Werken arrangierte und transkribierte er zahlreiche klassische Werke für die Gitarre. In seinen Kompositionen wie auch in seinen Interpretationen pflegte Tarragó auf der Basis ästhetischer Werte „eine kühne und verfeinerte Gitarrensprache, die es dem Instrument ermöglichte, aus dem folkloristischen Kontext herauszukommen.“ Jaume Torrent dokumentierte auf der CD „Gracià Tarragó, Obres per a guitarra, 2008“ die künstlerische Entwicklung Tarragós als Komponist.

## Tonträgeraufnahmen mit Werken von Graciano Tarragó
- Gracià Tarragó (1892–1973). Obres per a guitarra. Generalitat de Catalunya, Institut Català de les Industries Culturals (Herausgeber). Label „La mà de guido“. 2008 LMG 2088 (CD mit beigefügtem katalanisch-, spanisch- und englischsprachigem Booklet)